# Valenictus
Valenictus — вимерлий рід Odobenidae з пліоцену Каліфорнії. Valenictus споріднений із сучасним моржем, але не мав усіх зубів як на нижній, так і на верхній щелепі, за винятком двох бивнів.